# Joseph Pouteau de Forqueray
Joseph Pouteau de Forqueray   (Chaumes-en-Brie, 1739 - 3 de desembre de 1823) va ser un compositor, organista i professor de música francès en l'època del Classicisme.

## Vida i treball
Joseph Pouteau va anar a París als quatre anys i va estudiar orgue amb el seu oncle Michel II Forqueray i composició amb Louis-Charles Bordier. Després de guanyar una competició per a orgue el 1753, va treballar com a organista a les esglésies de St-Martin-des-Champs (1753-1756) i Saint-Jacques-la-Boucherie (1756-1757). Després de la mort de Michel Forqueray el 1757, va heretar la seva biblioteca i la seva ocupació com a organista al monestir "Couvent des Filles-Dieu" de París. Quan es van imposar sancions a les institucions eclesiàstiques en el transcurs de la Revolució Francesa, això va afectar la seva tasca d'organista i també va perdre la majoria dels seus estudiants rics. Per tant, va rebre suport financer de la Convenció nacional. Va assumir la seva tasca com a professor i professor de piano a l'abadia de les Ursulines i va actuar com organista de 1807 a 1818 a les esglésies de St-Merry i St-Séverin de París.
Abans de la Revolució Francesa, fou membre de les lògies maçòniques "Saint-Théodore de la Sincérité" (1776) i "Caroline-Louise, Reine de Nàpols" (1777). Durant l'època de l'imperi de Napoleó, es va unir a les lògies "Le Centre des Amis" (1804) i "Les Élèves de la Nature" (1810-1812).

## Obres, selecció
- Alain et Rosette - Òpera pastoral en un acte, 1777 (llibret: Maximilien-Jean Boutellier)
- La bergère sensible: pastoral ariette amb acompanyament orquestral
- Col·lecció d'arietts i àries d'òpera disposades per a piano o clavicèmbal (i violí ad libitum)
- Sonates per a violí i piano o clavicèmbal
- Air de Chimène: per a violí i piano o clavicèmbal
- Le Serment civique ou Potpourri National - per a cor
- Cantatilles: cantates amb acompanyament orquestral
- Motet per a cor i orquestra.

## Directori de treballs
- Obres de Joseph Pouteau al catàleg RISM
- Informació sobre Joseph Pouteau de Forqueray a la base de dades de la Bibliothèque nationale de France.
- Obres de Joseph Pouteau a Musicalics